# Pseudodax moluccanus
Pseudodax moluccanus – gatunek ryby z rodziny wargaczowatych, jedyny przedstawiciel rodzaju Pseudodax Bleeker, 1861. 

## Występowanie
Indopacyfik wzdłuż wschodnich wybrzeży Afryki do południowej Japonii.

## Opis
Osiąga do 30 cm długości.